# B.R.E.W.
B.R.E.W. (Binary Runtime Environment for Wireless) es una plataforma de desarrollo de aplicaciones móviles para teléfonos celulares creada por Qualcomm. Actualmente es soportada por un gran número de modelos de teléfonos con tecnología CDMA.
Orientada a explotar una gran cantidad de características de los teléfonos, actualmente cuenta con un gran número de aplicaciones como videojuegos, aplicaciones de productividad, video, tonos, salvapantallas y aplicaciones 3D.
El lenguaje de programación usado para desarrollar en BREW es C/C++.